# Calippo
Calippo és una marca de gelats que pertany a l'empresa Unilever i és venuda majoritàriament a través de Heartbrand. És present en un gran nombre de països, d'entre els quals Austràlia, Nova Zelanda, el Regne Unit, Irlanda, Portugal, Espanya, els Països Baixos, Itàlia i Alemanya. Els gustos més comuns de Calippo són taronja, maduixa i fruita tropical. També en produeix de llima, llimona, coca-cola i xiclet, a més de paquets de múltiples sabors.
Va ser creada per l'empresa catalana Frigo el 1984, inspirant-se en les begudes enllaunades.